# Johann Christian Carl Günther
Johann Christian Carl Günther (Janer, 10 de outubro de 1769 - Breslau, 18 de janeiro de 1833 ) foi um botânico alemão .